# Eutimio di Alessandria
Eutimio (fl. IV secolo) era un diacono di Alessandria d'Egitto, venerato come martire dalla Chiesa cattolica.

## Agiografia e culto
Non si conosce nulla di questo diacono egiziano, che morì in carcere durante la persecuzione di Diocleziano all'inizio del IV secolo.
Il suo culto tuttavia è antichissimo, poiché è già ricordato al 5 maggio nel martirologio siriaco e nel martirologio geronimiano, entrambi del V secolo.
La sua memoria fu poi inserita nei martirologi latini medievali (Beda, Floro, Adone, Usuardo) e, nel XVI secolo, nel Martirologio Romano, che lo commemora con queste poche parole:
(Martirologio Romano. Riformato a norma dei decreti del Concilio ecumenico Vaticano II e promulgato da papa Giovanni Paolo II, Città del Vaticano, 2004, p. 377)